# وائل قنديل
وائل قنديل هو كاتب صحفي مصري. مستشار تحرير جريدة العربي الجديد ومدير التحرير السابق لجريدة الشروق المصرية. عرف بمقالاته الناقدة في عهد الرئيس محمد مرسي، وهو عضو بجبهة الضمير. واشتهر بمواقفه الرافضة للإطاحة بمرسي.

## النشأة
اشتهر قنديل ككاتب ليبرالي معارض، وكان أحد المتحدثين الرسميين لحزب الدستور الذي أسسه المعارض المصري محمد البرادعي
، إلا أن موقفه السياسي تحول لتأييد شرعية الرئيس محمد مرسي بعد حوار دار بينه وبين أحد المعارضين حول مسودة دستور 2012 أثناء إعدادها، حيث يذكر النص التالي:

## حياته المهنية
شغل العديد من المواقع الصحفية أبرزها:
- مستشار التحرير لجريدة العربي الجديد.
- مدير تحرير لجريدة الشروق المصرية سابقا.

## المصدر
1. ↑  وائل قنديل، الجزيرة نت، دخل في 25 مارس 2014 نسخة محفوظة 25 مارس 2014 على موقع واي باك مشين. [وصلة مكسورة]
2. ↑  قنديل يكشف عن الموقف الذي جعله يتحول من معارضة مرسي لتأييده جريدة المصريون، نشر في 16 ديسمبر 2013، دخل في 25 مارس 2014 نسخة محفوظة 19 ديسمبر 2013 على موقع واي باك مشين.
3. ↑  الجملة التي غيَّرت موقف وائل قنديل من معارضة مرسي لتأييده موقع مفكرة الإسلام، نشر في 16 ديسمبر 2013، دخل في 25 مارس 2014 نسخة محفوظة 15 مارس 2016 على موقع واي باك مشين.

## وصلات خارجية
- صفحة مقالات وائل قنديل على موقع جريدة الشروق المصرية
- صفحة مقالات وائل قنديل على موقع جريدة العربي الجديد